# Hästskotjärnet, Värmland
Hästskotjärnet är en sjö i Torsby kommun i Värmland och ingår i Göta älvs huvudavrinningsområde. Sjöns area är 0,008 kvadratkilometer och den är belägen 395 meter över havet.